# Fàscia
La fàscia és una estructura de teixit connectiu molt resistent que s'estén per tot el cos com una xarxa tridimensional. És d'aparença membranosa i connecta i envolta totes les estructures corporals. Dona suport, protecció i forma a l'organisme. Constitueix el material d'embolcall i aïllament de les estructures profundes del cos. Aquest sistema de fàscies està caracteritzat per una gran capacitat de lliscament i desplaçament; fan possible els petits moviments fisiològics, com el batec del cor i també moviments més visibles com l'expansió dels pulmons en respirar.
Sota el teixit subcutani, també anomenada fàscia superficial, es troba la fàscia profunda. La fàscia profunda és una capa de teixit connectiu dens i organitzat, desproveït de greix, que cobreix la major part del cos paral·lelament o profundament la pell i al teixit subcutani. Les extensions des de la seva superfície interna revesteixen estructures més profundes, com els músculs o paquets neurovasculars i se li denomina fàscia de revestiment. Quan s'uneixen fàscia i ossos, aquesta quedi fermament unida al periosti (coberta òssia).